# Adam

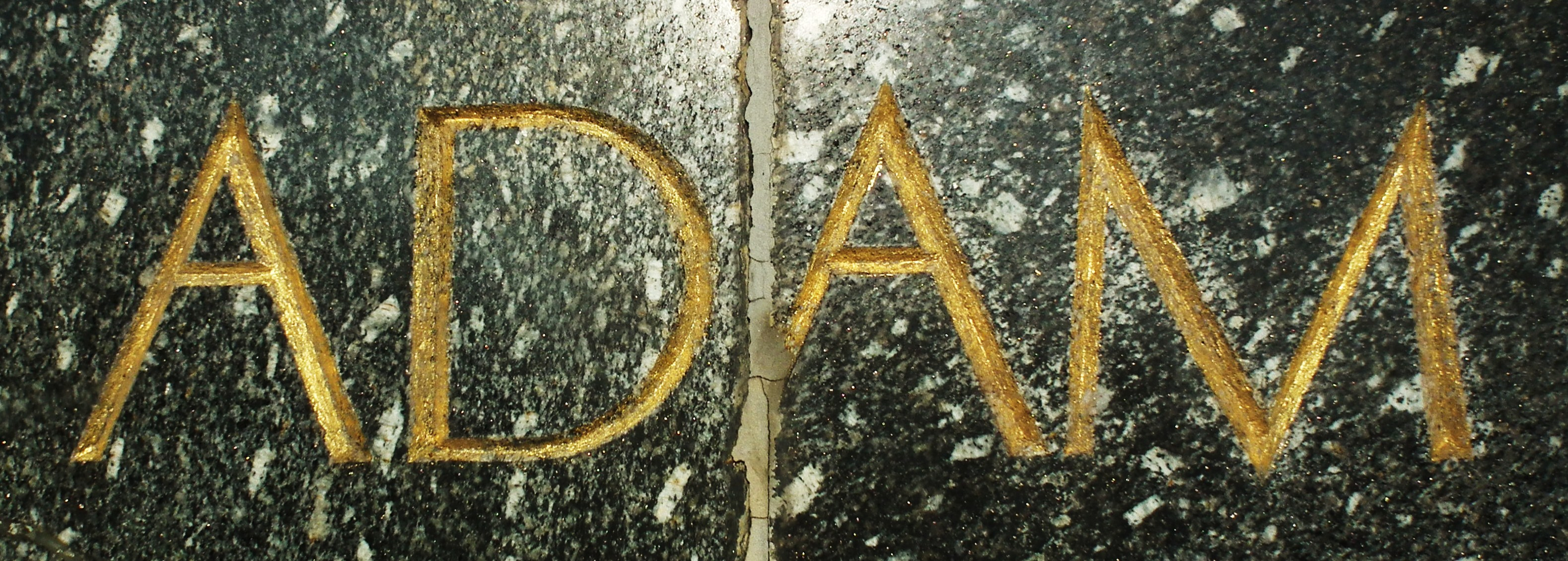
Imię Adam na pomniku Adama Mickiewicza w Poznaniu

Adam – imię męskie pochodzenia semickiego. W języku hebrajskim אדום adom oznacza „czerwony”, od koloru ziemi, z której Adam był ulepiony. Bardziej jednak prawdopodobne, że Adam wywodzi się od hebrajskiego słowa adamah, które oznacza „ziemię, rolę”, wtedy znaczyłoby „rolnik”, albo „że człowiek, z ziemi powstały, do ziemi wróci”. W takim ujęciu, używane jest zazwyczaj w Starym Testamencie, chociaż w początkowych rozdziałach Starego Testamentu przyjęło się traktować je jako imię własne. Także w językach ałtajskich słowo adam oznacza „człowiek”. Współcześnie dopatruje się pochodzenia imienia w języku sumeryjskim, w którym miał oznaczać „mój ojciec” (od ada.mu), akadyjskim „zbudowany”, lub „zrodzony”', a także w arabskim „łączyć się” (od adama).
W przeszłości nadawano imię Adam dzieciom nieślubnym, chłopcom urodzonym poza związkami małżeńskimi.
W XXI wieku imię zyskało na popularności; w marcu 2001 roku 395130 mężczyzn nosiło imię Adam, a w styczniu 2025 r. w rejestrze PESEL, wśród publicznie dostępnych danych dotyczących osób żyjących, wykazano 401373 mężczyzn o imieniu Adam nadanym jako imię pierwsze, będąc na 10. miejscu wśród pierwszych imion męskich.
Według religii abrahamowych Adam był pierwszym mężczyzną, stworzonym na „obraz i podobieństwo” Boga. Wraz ze stworzoną później Ewą, dali początek wszystkim żyjącym ludziom (zob. Adam i Ewa). Imienia Adam używa się także w odniesieniu do Jezusa Chrystusa określając go Nowym Adamem.
Żeńskie odpowiedniki: Adamina.
Adam imieniny obchodzi:
- 25 lutego, jako wspomnienie Adama, opata z Ebrach (zm. 23 listopada 1167/1169)[2]
- 6 kwietnia[9]
- 16 maja, jako wspomnienie św. Adama, eremity (zm. 1210)[10]
- 31 lipca, jako wspomnienie bł. Adama, cysterskiego opata z Langheim w Lichtenfels (zm. 1150)[2]
- 8 września, jako wspomnienie bł. Adama Bargielskiego, męczennika[11]
- 24 grudnia[9], jako wspomnienie biblijnego praojca rodu ludzkiego Adama

## Wybrane osoby noszące imię Adam
- Adam Asnyk
- Adam Aston
- Adam Bachleda-Curuś
- Adam Bagiński
- Adam Bahdaj
- Adam Bień
- Adam Bochenek
- Adam Bodnar
- Ádám Bodor
- Adam Boniecki
- Adam Antoni Bratro
- Adam Marian Bratro
- Adam z Bremy
- Adam Brzechwa-Ajdukiewicz
- Adam Burakowski
- Adam Burski
- Adam „Burza” Burzyński
- Adam Carson

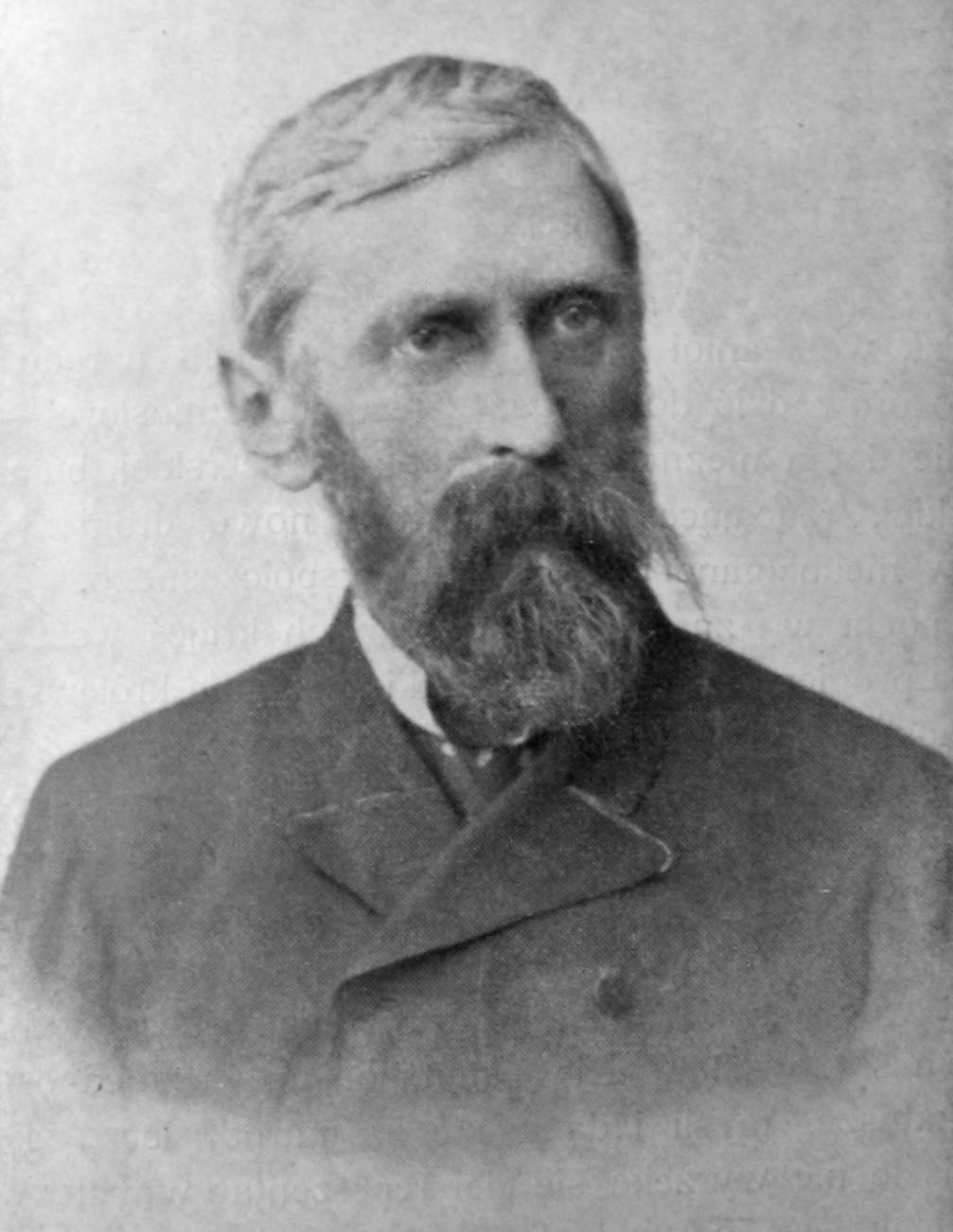
Adam Asnyk

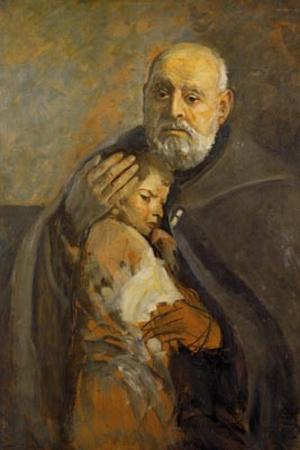
Adam Chmielowski – Brat Albert

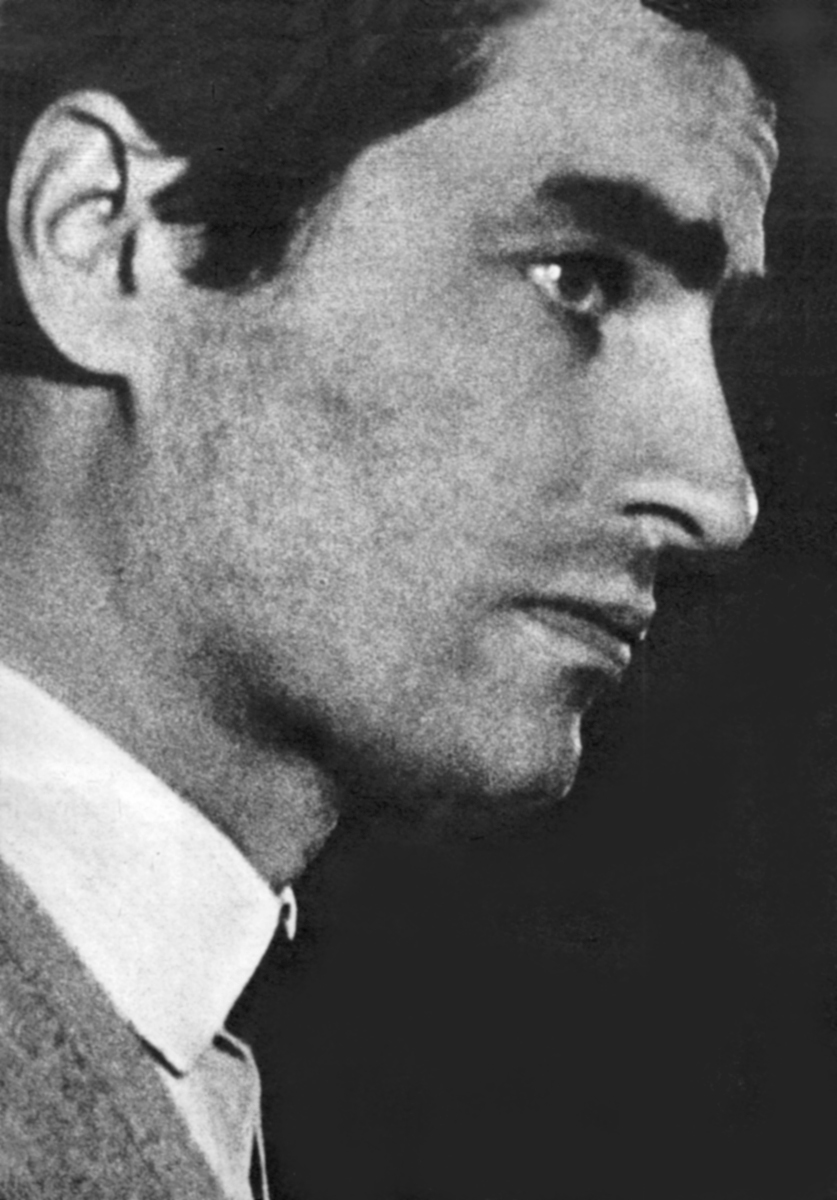
Adam Hanuszkiewicz

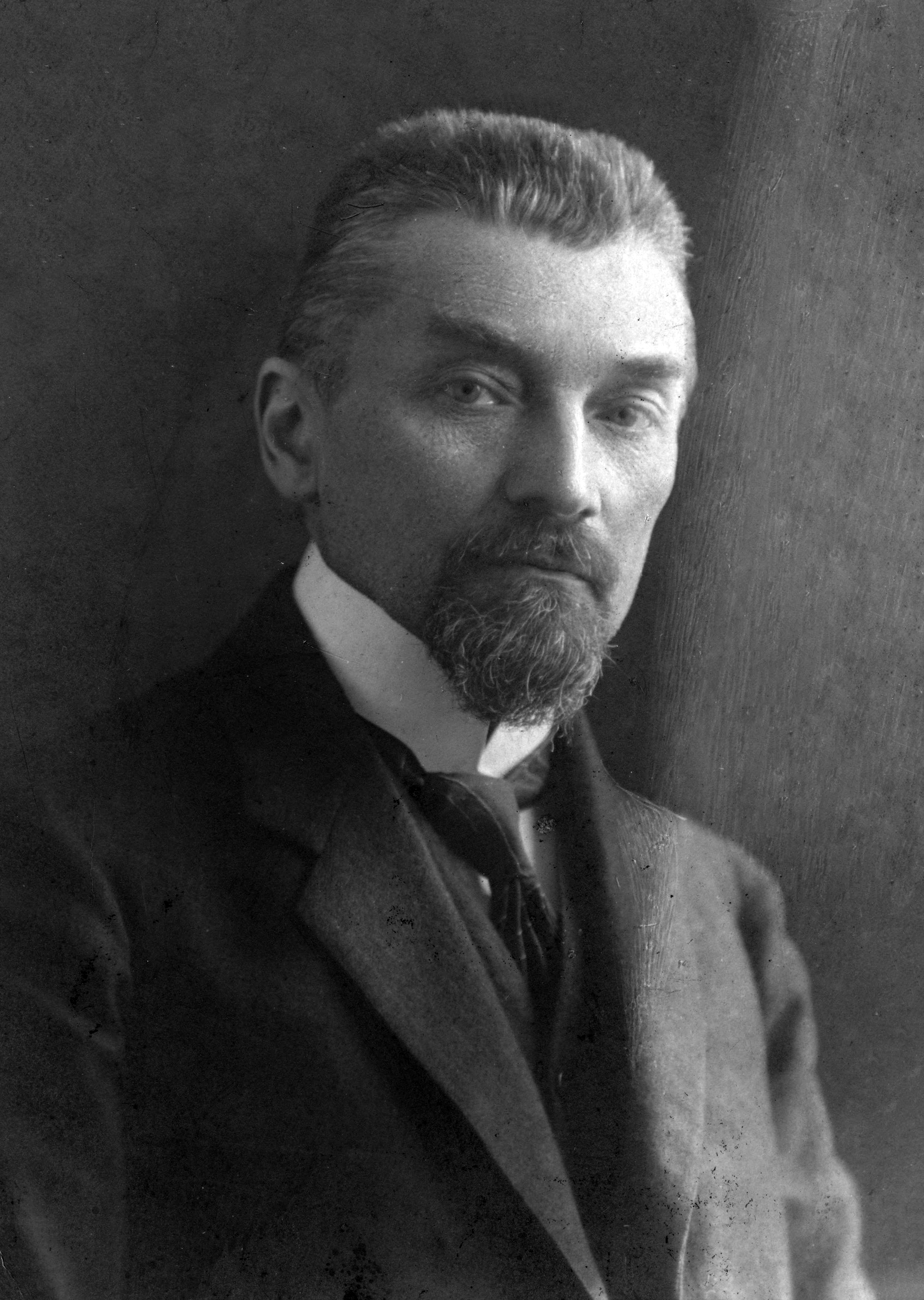
Adam Alojzy Krzyżanowski

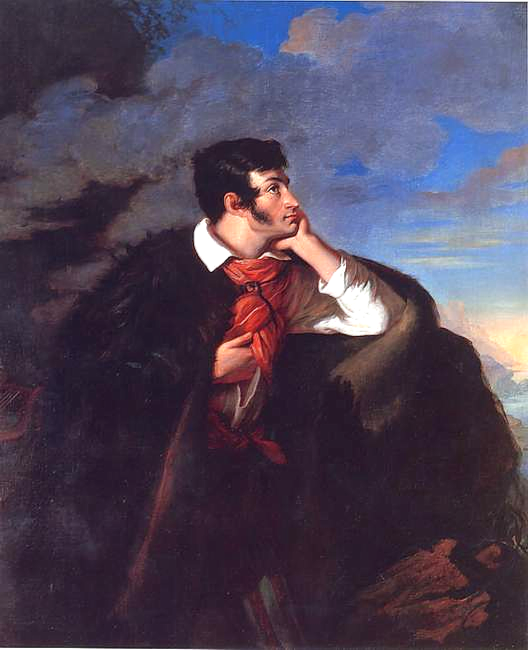
Adam Mickiewicz

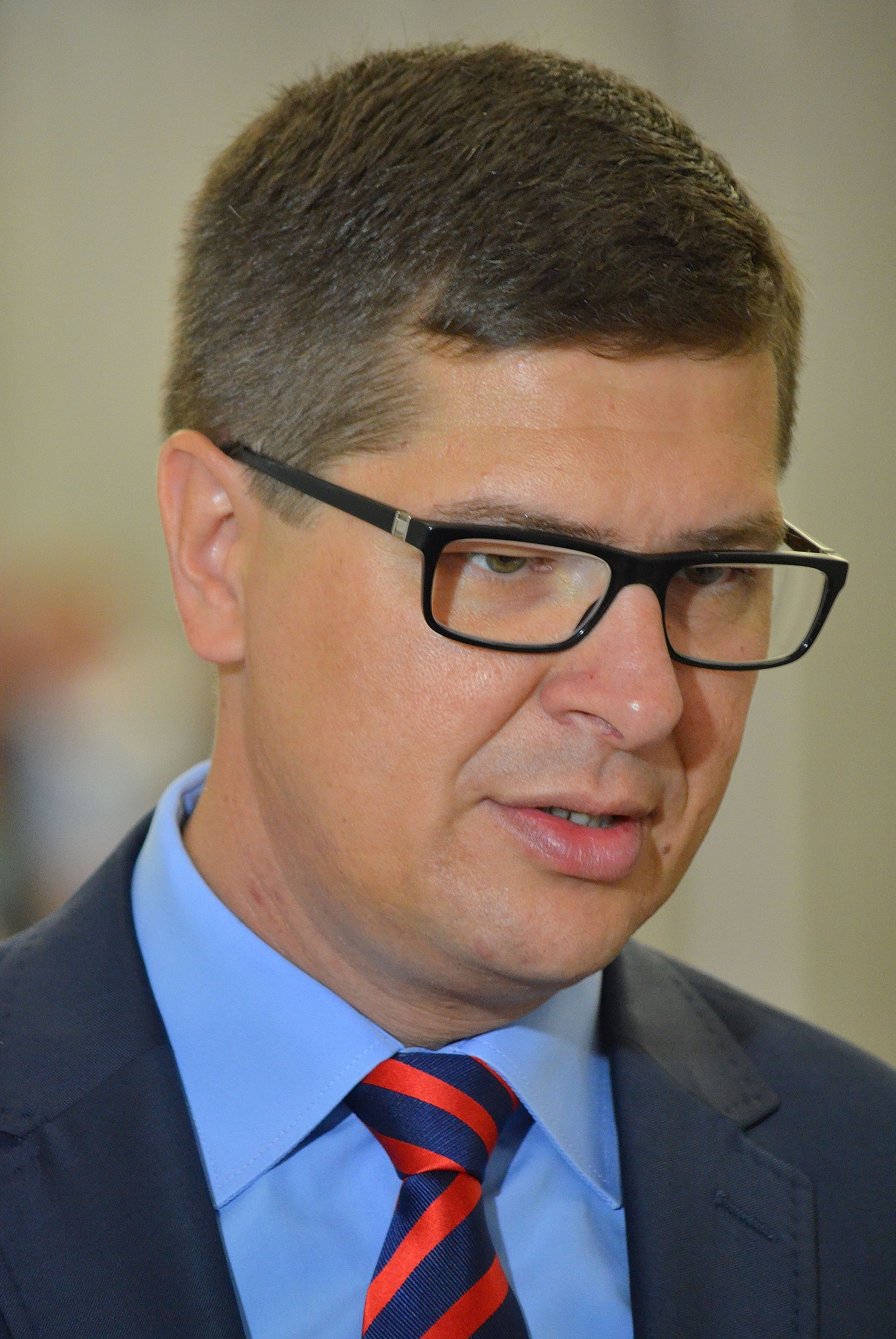
Adam Rogacki

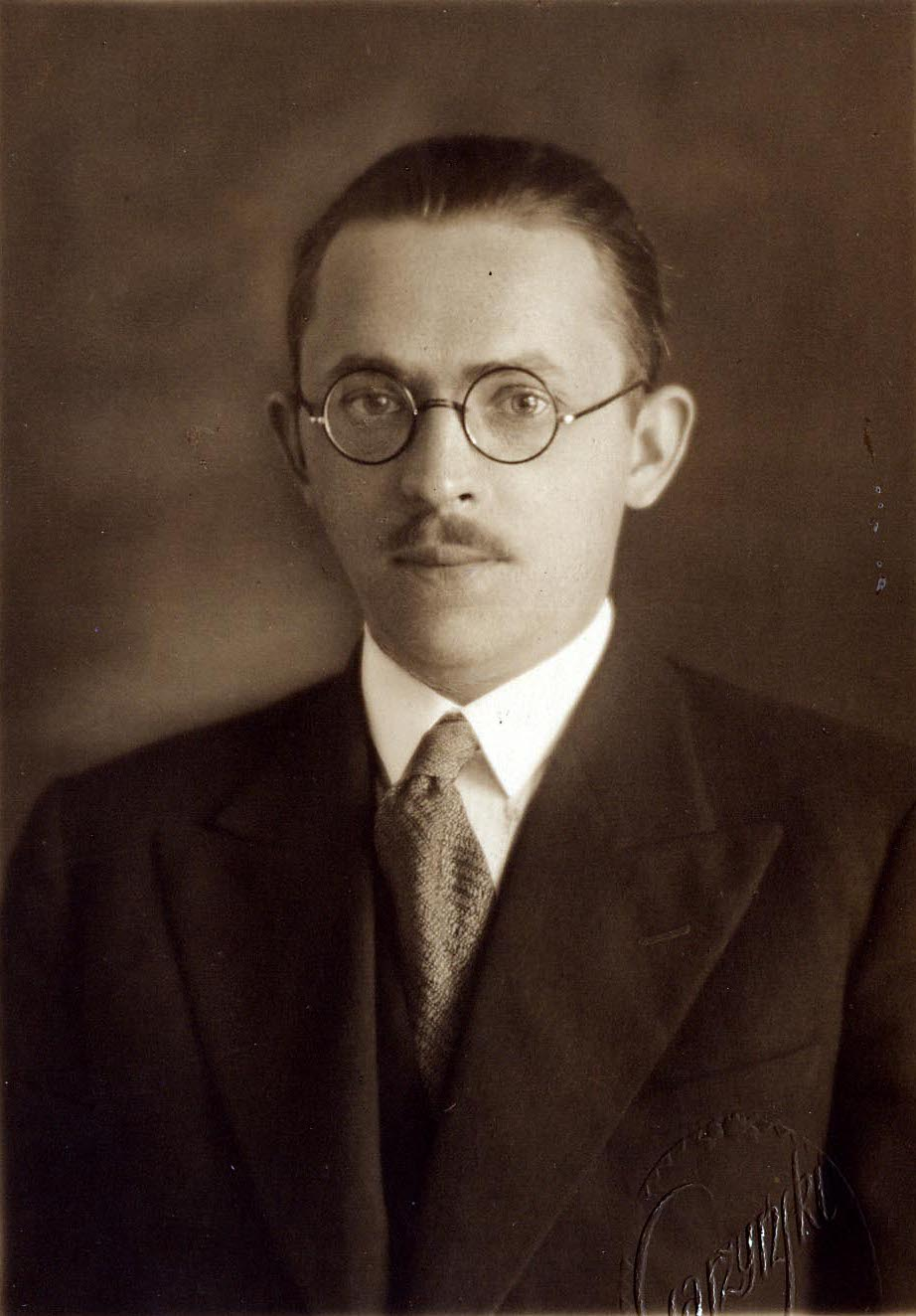
Adam Joachim Vetulani

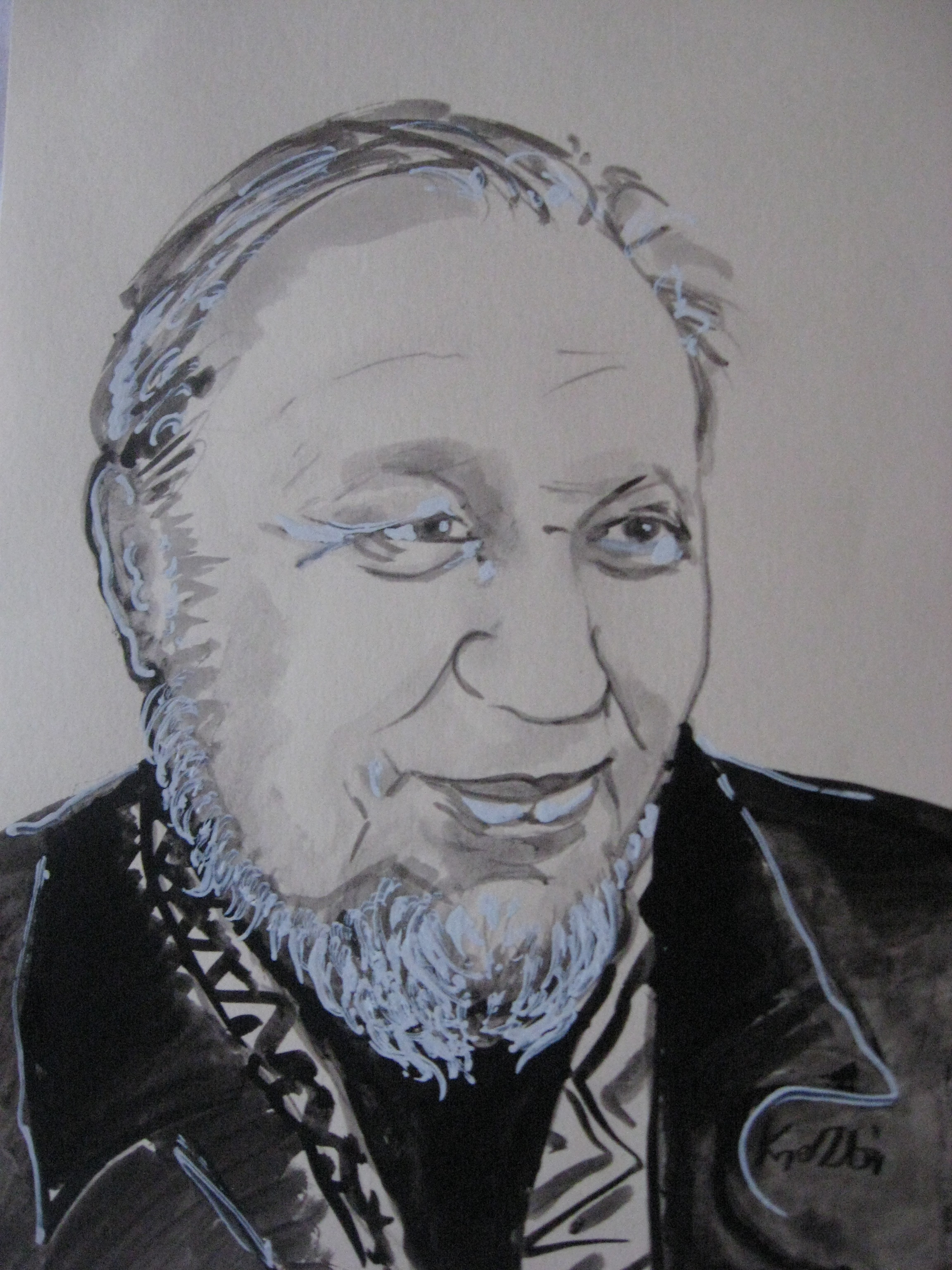
Adam Ziemianin

- Adam Chmielowski – św. Brat Albert (wspomnienie 25 grudnia i 17 czerwca)
- Adam Chrabin
- Adam Clayton
- Adam Cyrański
- Adam Cywka
- Adam Czaplewski
- Adam Jerzy Czartoryski
- Adam Czerniawski
- Adam Danch
- Adam Darski
- Adam Didur
- Adam Duszyk
- Adam Epler
- Adam Fastnacht
- Adam Ferency
- Adam Fidusiewicz
- Adam Fraszko
- Adam Gajewski
- Adam Gierek
- Adam Gontier
- Adam Hanuszkiewicz
- Adam Hofman
- Adam Hollanek
- Adam Huss
- Adam Jarzębski
- DJ Adamus
- Adam Kobayashi
- Adam Konarski
- Adam Konkol
- Adam Kopciowski
- Adam Korol
- Adam Królikiewicz
- Adam Antoni Kryński
- Adam Alojzy Krzyżanowski
- Adam Lambert
- Adam Szymon Krzyżanowski
- Adam Levine
- Adam Lipiński
- Adam Macura
- Adam Malcher
- Adam Małysz
- Adam Manijak
- Adam Michnik
- Adam Mickiewicz
- Adam Musiał
- Adam Myjak
- Adam Mytych
- Adam Nalewajk
- Adam Tadeusz Naruszewicz
- Adam Nawałka
- Adam Niedzielski
- Adam Nowodworski
- Adam Ołdakowski
- Adam Opel
- Adam Orłamowski
- Adam „O.S.T.R.” Ostrowski
- Adam Ostrowski
- Adam „PIH” Piechocki
- Adam Pietruszka
- Adam Przybecki
- Adam Przybysz
- Adam Puza
- Adam Raczyński
- Adam Rębacz
- Adam Rogacki
- Adam Sandler
- Adam Stefan Sapieha
- Adam Sikora
- Adam Skałkowski
- Adam Skulte
- Adam Słodowy
- Adam Słomka
- Adam Smith
- Adam Struzik
- Adam Szejnfeld
- Adam Szłapka
- Adam Ślusarczyk
- Adam Topolski
- Adam Joachim Vetulani
- Adam Wadecki
- Adam Ważyk
- Adam Wiśniewski-Snerg
- Adam Paweł Wojda
- Adam Zagajewski
- Adam Zajkowski
- Adam Zdrójkowski
- Adam Ziemianin
- Adam Zieliński.

## Odpowiedniki w innych językach
- alb. – Adami
- ang., bask., czes., duń., fr., niderl., isl., katal., łac., niem., norw., orm., rum., słow., słoweń. – Adam
- arab. – آدم (Ādam)
- bośn. – Adem
- bułg., ros., serb.-chorw., ukr. – Адам (Adam)
- esperanto – Adamo[12]
- est., fiń. – Aadam
- gr. – Αδάμ (Adám)
- hebr. – אָדָם (ʼĀḏām)
- hiszp. – Adán
- lit. – Adomas
- portug. – Adão
- tur. – Âdem
- węg. – Ádám.

## Nazwy topograficzne
- Adamek – miejscowość w Polsce
- Adamowo – 19 miejscowości w Polsce
- Adamów – 32 miejscowości w Polsce
- Adamowice – 4 miejscowości w Polsce
- Adamówka – 2 miejscowości w Polsce
- Adampol – polska miejscowość w Turcji oraz 3 miejscowości w Polsce
- Adamstown – jedyna miejscowość na wyspie Pitcairn, jak i całym terytorium Wysp Pitcairn
- Adam – nazwa stawów w Polsce
- Adam – wzniesienie w Czechach w Górach Orlickich w Sudetach Środkowych.